# Битва при Валенсии (1808)
Первая битва при Валенсии была нападением на испанский город Валенсия 26 июня 1808 года, в начале Пиренейской войны. Французским имперским войскам маршала Монсея не удалось взять город штурмом и они отступили к Мадриду, оставив бо́льшую часть восточной Испании непокорённой.

## Восстание
К лету 1808 года почти вся Испании восстала против французских захватчиков, но Наполеон полагал, что это лишь ряд небольших бунтов. Поэтому он приказал отправить из Мадрида несколько небольших колонн для борьбы с повстанцами.
Для восстановления порядка в Валенсии маршал Монсей получил колонну в 9 тыс. человек. У Монсея было несколько вариантов маршрута в Валенсию. Более длинный и медленный вёл через Альмансу, а более короткий и быстрый проходил через горы. Монсей разделял убеждение Наполеона, что имеет дело с локальным бунтом, и решил выбрать более быстрый горный маршрут.
Однако французы столкнулись с гораздо более обширным восстанием против их оккупации Испании. Для противостояния французам валенсийская хунта имела отряд в 7 тыс. человек регулярных войск и ещё больше добровольцев. Командующий испанскими войсками граф Сервельон ожидал, что Монсей выберет более лёгкий путь, и поэтому оставил горные перевалы почти без защиты. Монсей смог отбросить небольшие испанские аванпосты у реки Кабриэль (21 июня) и ущелье Кабрилья (24 июня), и прибыл к Валенсии 24 июня.

## Прибытие в Валенсию

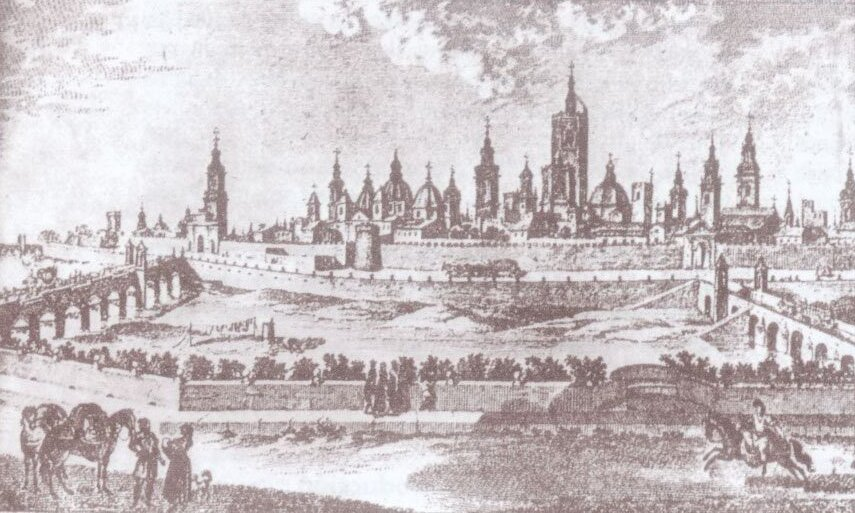
Стены Валенсии

Город был частично защищён. Три батальона регулярных войск при поддержке 7 тыс. валенсийских повстанцев, все под командованием морского офицера Дона Хосе Каро, защищали позицию в Сан-Онофре, в шести километрах от города. 27 июня Монсей почти весь день был вынужден сражаться с ними, в конце концов вынудив их отступить обратно в город.
У Валенсии не было современных защитных укреплений. Вместо этого город был окружен рвом с водой и средневековыми стенами. Тем не менее, окружающая территория была очень плоской, и испанцы смогли её затопить, вынудив Монсея сконцентрировать свою атаку на нескольких воротах на южной стороне города. Защитники превосходили по численности французов. В Валенсии было около 20 тыс. вооруженных людей, из них около 1,5 тыс. были регулярных войск и 6,5 тыс. повстанцев хоть с какой-то минимальной подготовкой. У них также было несколько артиллерийских орудий, которые были удачно расположены и защищали ворота. Ворота были также защищены баррикадами, построенными в предыдущие несколько дней.
Монсей не ожидал, что испанцы устроят серьёзный бой в Валенсии. 28 июня он приказал двум бригадам атаковать город: одной через ворота Сан-Хосе, а другой через ворот Кварт. Обе атаки не увенчались успехом, хотя французы достигли баррикад. Затем Монсей попытался использовать свою полевую артиллерию для обстрела испанской обороны, но вскоре его орудия были подавлены испанскими пушками.
Монсей приказал вновь идти на штурм, на этот раз через трое ворот (Сан-Хосе, Кварт и Санта-Люсия). Эта атака также была отбита, с ещё бо́льшими жертвами, чем первая. У Монсея просто не было достаточно людей, чтобы захватить Валенсию при таком решительном сопротивление. Французы не ожидали, что им придётся осаждать город, поэтому в колонне Монсея не было осадных орудий.

## Провал Монсея
После провала второго штурма Монсей понял, что ситуация безнадежна. Он также знал, что приближается испанская армия, которую он обошёл, пересекая горы. Он решил отказаться от дальнейших боевых действий у Валенсии и вернуться обратно в Мадрид. На этот раз он решил пойти по дороге через Альмансу. Он надеялся, что это приведет к открытой битве, в которой французы были уверены в своей победе. Но в этот раз испанцы решили защищать горные перевалы, считая, что французы вернутся по первоначальной дороге, и две армии снова разминулись.

## Итог
Оценки французских потерь в Валенсии варьируются от 300 до 2000 человек. Вероятно, они ближе к 1100, с 800 ранеными и 300 погибшими. Провал экспедиции Монсея в Валенсии был первым признаком того, что испанцы окажутся очень решительными защитниками укреплённых позиций. Вскоре его заслонило катастрофическое поражение французов в Байлене 19 июля, в результате которого французская армия под командованием генерала Дюпона потерпела поражение в открытом бою.